# Guido Bodländer

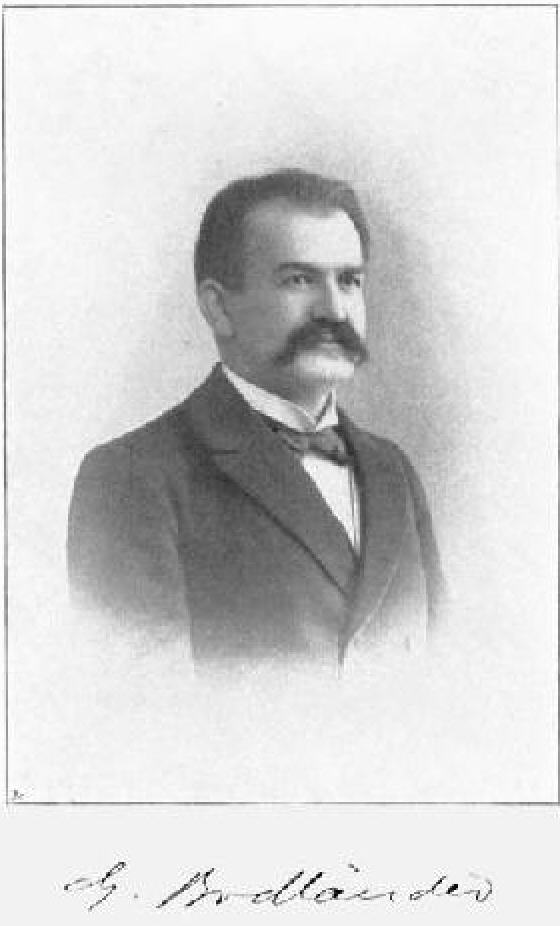
Guido Bodländer – Porträt, Quelle: Ber. d. deutschen chem. Gesellsch. 38, S. 4263 (1905)

Guido Bodländer (* 31. Juli 1855 in Breslau; † 25. Dezember 1904 in Braunschweig) war ein deutscher Chemiker.

## Leben
Guido Bodländer besuchte das Maria-Magdalenen-Gymnasium in Breslau bis zum Abitur im Jahre 1878. Anschließend studierte er bis 1882 an der Universität Breslau. Während seines Studiums wurde er 1881 Mitglied des Akademischen Naturwissenschaftlichen Vereins zu Breslau. Nach seiner Promotion war er von 1882 bis 1883 und erneut im Jahr 1888 Assistent im Privatlabor von Moritz Traube in Breslau, der zu dieser Zeit Fragen der Aktivierung des Sauerstoffs und der Autoxydation untersuchte. Später war Bodländer u. a. am Pharmakologischen Institut Bonn und am Physikalisch-Chemischen Institut Göttingen tätig. Er wurde 1899 ordentlicher Professor der physikalischen Chemie und der chemischen Technologie in Braunschweig. Bodländer erfand ein Gasgravimeter in Zusammenarbeit mit Richard Abegg. Als Nachfolger von Walther Nernst (1864–1941) auf dem Lehrstuhl für physikalische Chemie in Göttingen vorgesehen, verhinderte sein früher Tod die Berufung.
Bodländer war seit 1889 mit der am 1. November 1859 in Oberglogau geborenen Chemikerin Emma Bruck verheiratet, die 1915 als Witwe mit einer Arbeit zum Thema „Beiträge zur Systematik der seltenen Erden“ promovierte. Am 7. Juli 1942 wurde sie in das KZ Theresienstadt verbracht.